# Campoletis maia
Campoletis maia är en stekelart som först beskrevs av Henry Lorenz Viereck 1925.  Campoletis maia ingår i släktet Campoletis och familjen brokparasitsteklar. Inga underarter finns listade.